# Apasaheb Balasaheb Pant

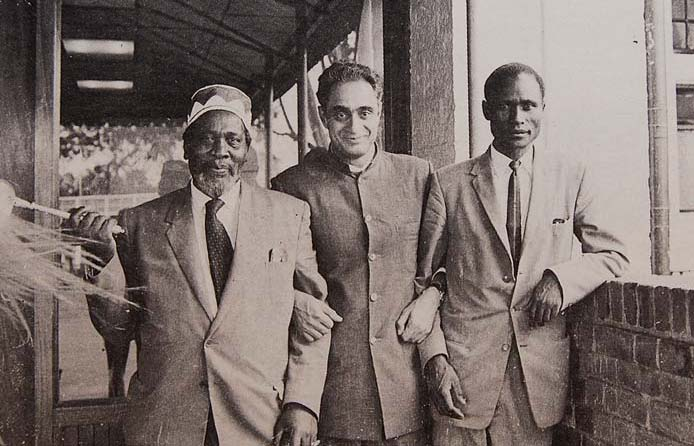
Jomo Kenyatta, Apa Pant und Achieng Oneko

Apasaheb Balasaheb Pant (* 11. September 1912 in Aundh; † 5. Oktober 1992 in Pune, Maharashtra) war ein indischer Diplomat.

## Leben
Apasaheb Balasaheb Pant war der älteste Sohn von Bhawanrao Shriniwasrao Pant Pratinidhi, Raja von Aundh. Von 1944 bis 1945 war er im Kabinett seines Vaters Erziehungsminister und Ministerpräsident.
1947 ernannte Jawaharlal Nehru Apa Pant zum Hochkommissar (Commonwealth) in Britisch-Ostafrika mit Sitz in Nairobi.
1952 beschrieb die indische Regierung ihre Interessen Britisch-Ostafrika:
- (a) Die generelle Haltung Indiens gegen Kolonialismus und den Wunsch, dass der betreffenden Personenkreis die Unabhängigkeit erreicht.
- (b) ihre Mitgliedschaft in den Vereinten Nationen, deren Charta festgelegt, dass Gebiete ohne Selbstregierung einen politischen Fortschritt erreichen sollen.
- (c) ihre Mitgliedschaft im Commonwealth of Nations, der aus vielen Rassen besteht.
- (d) ihr genereller Wunsch nach Frieden, der von einem großen Rassenkonflikt gefährdet werden kann.
- (e) das Vorhandensein einer nennenswerten Anzahl von Menschen indischer Herkunft in diesen Gebieten.

In den 1950er Jahren unterstützte die Indische Regierung kräftig das Ende des Kolonialismus in Ostafrika vor allem im Commonwealth of Nations und in den Vereinten Nationen.
Die Befreiungskämpfe in Ostafrika wurden stark von Mahatma Gandhi, Jawaharlal Nehru inspiriert.
Apa Pant unterstützte den Mau-Mau-Aufstand in Kenia, was dazu beitrug, dass die britischen Behörden seine Abberufung betrieben, welche 1952 dekretiert wurde.
Von 1954 bis 1955 war er Beamter in Sikkim und Bhutan und beaufsichtigte die indischen Missionen in Tibet. China hatte Tibet besetzt, was zu Spannungen führte und den Dalai Lama nach Indien.
Von 1961 bis 1964 war er Botschafter bei Sukarno in Jakarta. Von 1964 bis 1966 war er Botschafter in Oslo. Von 1966 bis 1969 war er Botschafter in Kairo. Von 1969 bis 1972 war er Hochkommissar in London. Von 1972 bis 1975 war er Botschafter in Rom und Hochkommissar in Malta.
1954 wurde er mit dem Padma Shri ausgezeichnet.